# Marcelo Branco
Marcelo D'Elia Branco (Porto Alegre, 23 d'abril del 1961) és un brasiler defensor de la implantació del programari lliure al Brasil.
Va ser consultor de tecnologia per a la Societat de la Informació, i treballà per la Generalitat de Catalunya, a través de la Secretaria de Telecomunicacions i Societat de la Informació i el FOBSIC com a coordinador del projecte Xarxa Internacional d'Administracions Públiques pel programari lliure.
És articulador del Projecte Programari Lliure Brasil, professor honorari de l'Institut Superior Tecnològic CEVATEC, a Lima (Perú), i membre del Consell Científic del Mestratge Internacional en Programari lliure de la Universitat Oberta de Catalunya (UOC). És membre del Consell Editorial de l'Observatori de la Comunicació a Portugal, i membre del comitè científic del III Congrés Online de la Cibersocietat.
Del 2003 al 2004, fou assessor de projectes especials de l'Ajuntament de Porto Alegre, mitjançant la PROCEMPA. Del 2004 fins al gener del 2005, fou Consultor de la Presidència de la República del Brasil per a l'articulació de la Societat Civil en els temes de la Societat de la Informació. El 2005 treballà com a consultor a l'empresa italiana de programari lliure PARTECS (Participatory Technologies), amb seu a Roma, especialitzada en plataformes d'e-Democracia fins que es traslladà a Catalunya a principis del 2006.

## Obra publicada
Ha participat en la publicació d'alguns llibres:
- Desafiaments de paraules, enfocaments multiculturals sobre les societats de la informació.
- La societat en xarxa: del coneixement a l'acció política
- La Societat de la informació al segle XXI: un requisit pel desenvolupament
- Programari lliure: Implantació de Sistemes, Universitat Oberta de Catalunya